# Club URBA-SI
Le Club URBA-EA, d'abord appelé club Urba-SI, club des urbanistes et architectes des systèmes d'information, est une association inter-entreprises, créée en 2000 par AXA, la RATP, la Lyonnaise des eaux, la FNAC et ORESYS, à l'initiative de René Mandel, fondateur d'ORESYS.
Le Club se dénomme depuis 2006 Club URBA-EA, « Urbanisme des SI - Enterprise Architecture ».
Le Club compte en 2006, 66 entreprises et 108 membres. Il a pour vocation d'échanger et de capitaliser les retours d'expérience entre professionnels de ces nouveaux métiers de l'Urbanisme des SI et de l’Architecture d’Entreprise, et de promouvoir ces démarches et savoir-faire auprès des directeurs des systèmes d'information, des responsables de maîtrise d'ouvrage, ainsi qu'auprès de l'enseignement supérieur.
Les actions du Club s'inscrivent dans un esprit constructif et prospectif :
- groupes de travail,
- échanges d'informations entre les membres,
- capitalisation des savoir-faire et de démarches,
- analyse de l'état de l'art et des pratiques en entreprises.